# Aeropuerto Internacional de Santo Domingo
El Aeropuerto Internacional Mayor Buenaventura Vivas Guerrero (más conocido como Aeropuerto Internacional de Santo Domingo) (IATA: STD, OACI: SVSO), es un Aeropuerto ubicado en la localidad de San Lorenzo, capital de la parroquia Santo Domingo en el municipio Fernández Feo, Venezuela, es uno de los 5 aeropuertos presentes en la región fronteriza Cúcuta - San Cristóbal, siendo los otros SVSA, SKCC, SVLF y SVPM

## Localización
Se encuentra a unos 37 km de San Cristóbal (Venezuela) en la Troncal 5 conocida como vía a los llanos (San Cristóbal-Barinas/Caracas), en el Municipio Fernández Feo.  Actualmente tiene conexiones directas con Caracas y Porlamar y conexiones vía Caracas con cualquier otro punto del país, así como vuelos de aviación general (privados). También funciona como una base aérea militar de la Fuerza Armada Nacional Bolivariana y como base logística. Se planea en un futuro próximo la rehabilitación total del aeródromo, en un plan estratégico por parte del Ejecutivo Nacional que pretende aumentar la seguridad de los aeropuertos venezolanos y poner a punto su operatividad como Aeropuerto Internacional, actualizando el terminal aéreo para vuelos internacionales. Este plan comprende la reforma del edificio terminal, separación de áreas de embarque y desembarque así como la mejora del sistema de seguridad, orientado sobre todo al tráfico de drogas dada la proximidad del aeropuerto con la frontera colombiana. Asimismo, recientemente este aeropuerto fue dotado con vehículos de extinción de incendios de última generación, ambulancia y equipos de rescate así como equipos de protección personal para el Servicio de Salvamento y Extinción de Incendios.
El Aeropuerto Internacional My. Buenaventura Vivas Guerrero posee una de las pistas más largas del país, con una longitud de 3020 metros y una anchura de 45 metros, lo que la hace muy segura debido a que permite suficiente carrera de despegue para las aeronaves de mayor tamaño. La orientación de la pista es 12/30. Debido a restricciones por presencia de obstáculos naturales, la aproximación y posterior aterrizaje de las aeronaves debe realizarse en sentido 30/12, es decir en dirección sureste - noroeste. Adicionalmente se permite el despegue por cualquier sentido.
Originalmente la pista tenía 1600 m de longitud, ya que los terrenos donde se encuentra ubicado este aeropuerto pertenecen a la Base Aérea My. Buenaventura Vivas Guerrero. Luego de la construcción del terminal para albergar vuelos comerciales se amplió la pista. A partir del año 2013 y como producto del proceso de reversión de los puertos y aeropuertos del país, se ordenó a través de una Resolución del Ministerio del Poder Popular para el Transporte Acuático y Aéreo (hoy renombrado como MPP para el Transporte) que toda el área comercial, incluyendo pista de aterrizaje, plataforma comercial, torre de control y todas aquellas áreas de aprovechamiento comercial, pasara bajo la administración de la empresa del Estado llamada Bolivariana de Aeropuertos S.A. (BAER S.A.), quien en la actualidad es el ente encargado de la administración, mantenimiento y operación del terminal aéreo. El nombre original era "Aeropuerto de El Piñal" y se cambió el nombre vigente como "Aeropuerto Internacional My. Buenaventura Vivas Guerrero".
Este aeropuerto fue sometido a un proceso de rehabilitación en su Área de Movimiento, específicamente de la pista de aterrizaje, y algunos trabajos en el terminal aéreo. Reinició sus operaciones a partir del 22 de julio de 2016. Actualmente esta operando con Rutaca Airlines, Conviasa, Estelar Latinoamérica y próximamente Turpial Airlines.

## Aerolíneas y destinos
| Destinos por aerolínea                  | Destinos por aerolínea                       |
| Aerolíneas                              | Ciudades                                     |
| --------------------------------------- | -------------------------------------------- |
| Conviasa 3 destinos                     | Nacionales (3): Caracas / Maturín / Porlamar |
| Estelar Latinoamérica 1 destino         | Nacional (1): Caracas                        |
| Laser Airlines 1 destino                | Nacional (1): Caracas                        |
| Rutaca Airlines 1 destino               | Nacional (1): Ciudad Guayana / Caracas       |
| Turpial Airlines 1 destino              | Nacional (1): Valencia                       |
| Total: 4 destinos, 1 país, 5 aerolíneas |                                              |

### Destinos nacionales
| Ciudades                                   | Nombre del aeropuerto                               | Aerolíneas | Aerolíneas | Aerolíneas | Aerolíneas | Aerolíneas | Aerolíneas |
| Ciudades                                   | Nombre del aeropuerto                               | Conviasa   | Rutaca     | Estelar    | Turpial    | Laser      | #          |
| ------------------------------------------ | --------------------------------------------------- | ---------- | ---------- | ---------- | ---------- | ---------- | ---------- |
| Distrito Capital - Caracas                 | Aeropuerto Internacional de Maiquetía Simón Bolívar | ● (2)      | ● (5)      | ● (7)      |            | ● (3)      | 4(17)      |
| Monagas - Maturín                          | Aeropuerto Internacional José Tadeo Monagas         | ● (1)      |            |            |            |            | 1(1)       |
| Nueva Esparta - Porlamar                   | Aeropuerto Internacional del Caribe Santiago Mariño | ● (3)      |            |            |            |            | 1(3)       |
| Carabobo - Valencia                        | Aeropuerto Internacional Arturo Michelena           |            |            |            | ● (1)      |            | 1(1)       |
| Total: 3 destinos, 4 estados, 4 aerolíneas | Total: 3 destinos, 4 estados, 4 aerolíneas          | 3 (6)      | 2 (6)      | 1 (7)      | 1 (1)      | 1(3)       | 5(23)      |